# Горишув-Стара-Кольонія
Горишув-Стара-Кольонія (пол. Horyszów-Stara Kolonia) — село в Польщі, у гміні Ситно Замойського повіту Люблінського воєводства.
Населення — 158 осіб (2011).
У 1975-1998 роках село належало до Замойського воєводства.

## Демографія
Демографічна структура станом на 31 березня 2011 року:
|          | Загалом | Допрацездатний вік | Працездатний вік | Постпрацездатний вік |
| -------- | ------- | ------------------ | ---------------- | -------------------- |
| Чоловіки | 80      | 24                 | 49               | 7                    |
| Жінки    | 78      | 13                 | 49               | 16                   |
| Разом    | 158     | 37                 | 98               | 23                   |